# Patagònia
|  | «Patagonia» redirigeix aquí. Vegeu-ne altres significats a «Patagonia (Arizona)». |

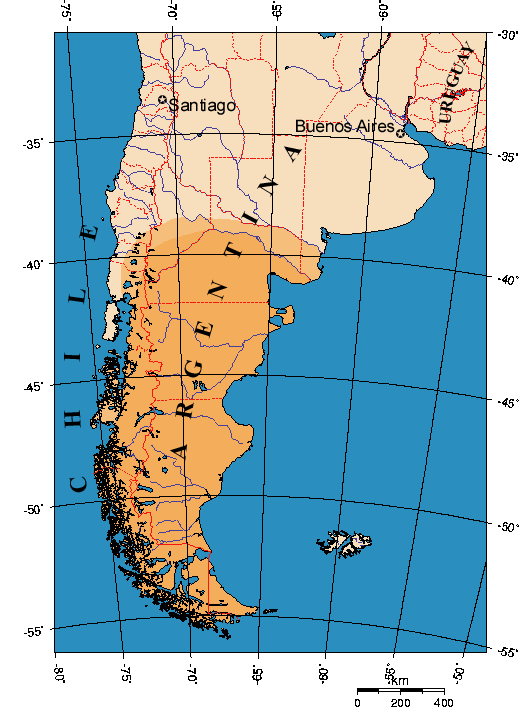
Situació de la Patagònia

La Patagònia és una regió geogràfica a la part més austral d'Amèrica del Sud, abastant territoris de l'Argentina i Xile. La regió coneguda com a Patagònia es refereix a l'extrem austral del Con Sud. És envoltada per les aigües de l'oceà Atlàntic per l'est, de l'oceà Pacífic per l'oest i pel pas de Drake al sud. No obstant això, el límit nord de la Patagònia és molt discutit en l'actualitat. Encara que geogràficament, els límits septentrionals de la Patagònia són el riu Biobío i el riu Colorado, cada país utilitza distints paràmetres per a establir les terres patagones. La majoria dels geògrafs consideren que el límit nord de la Patagònia xilena està marcat per l'estuari de Reloncaví. Al seu torn, la Patagònia se subdivideix en dues zones, conegudes com a Patagònia Occidental o Xilena i Patagònia Oriental o Argentina.

## Principals ciutats

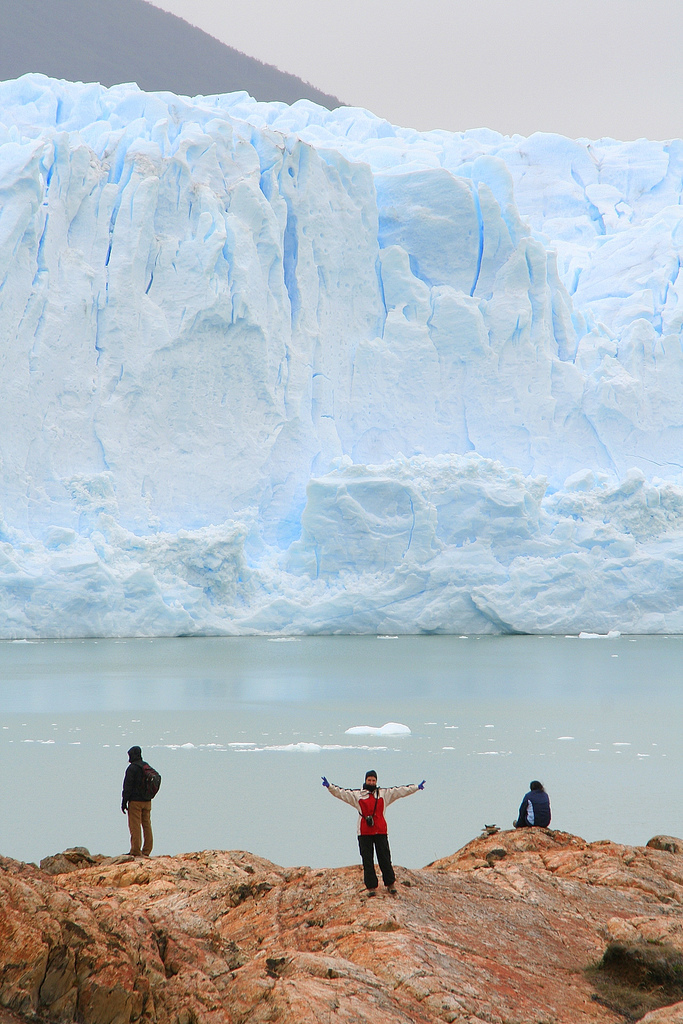
Glacera Perito Moreno

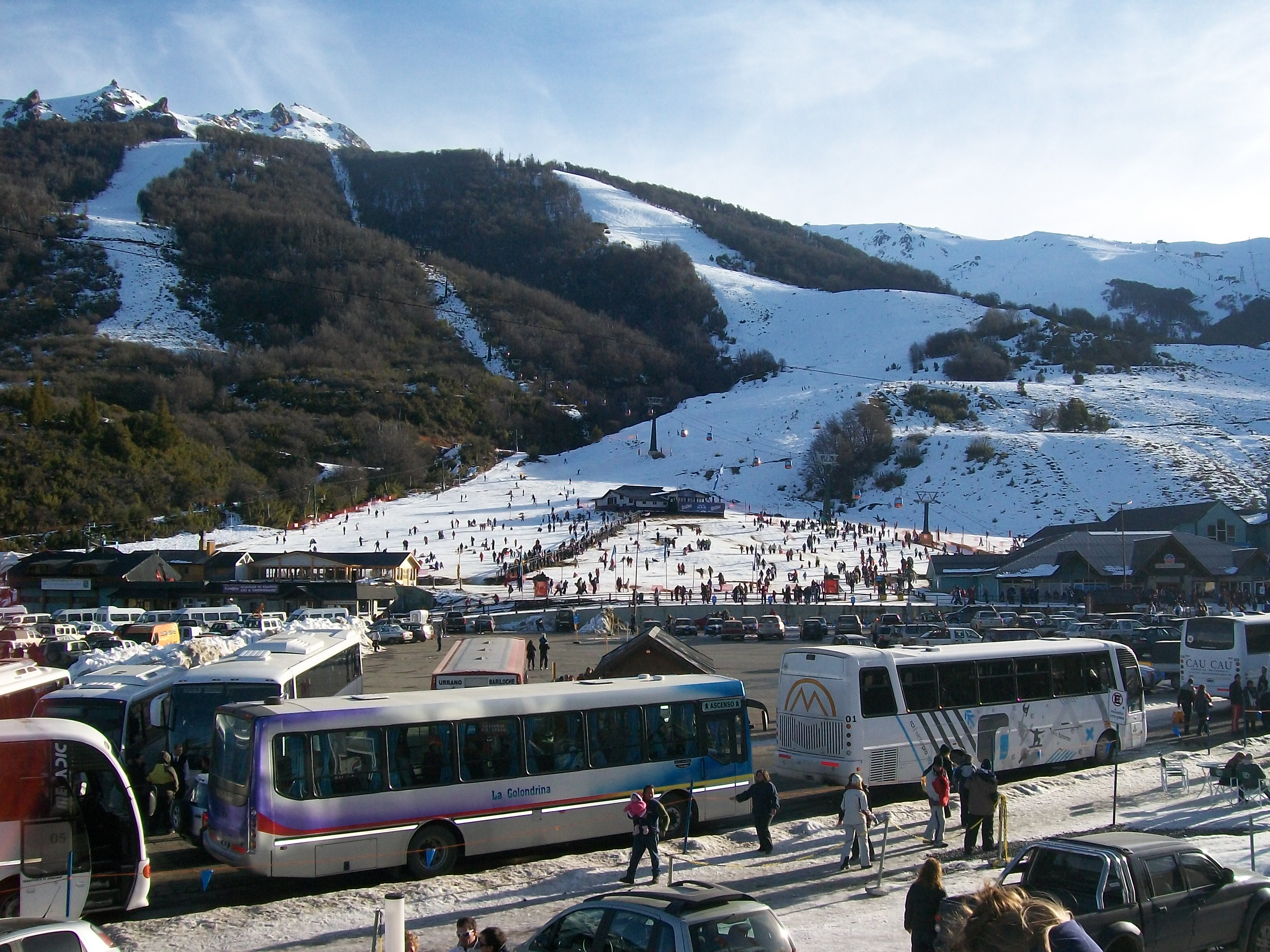
San Carlos de Bariloche

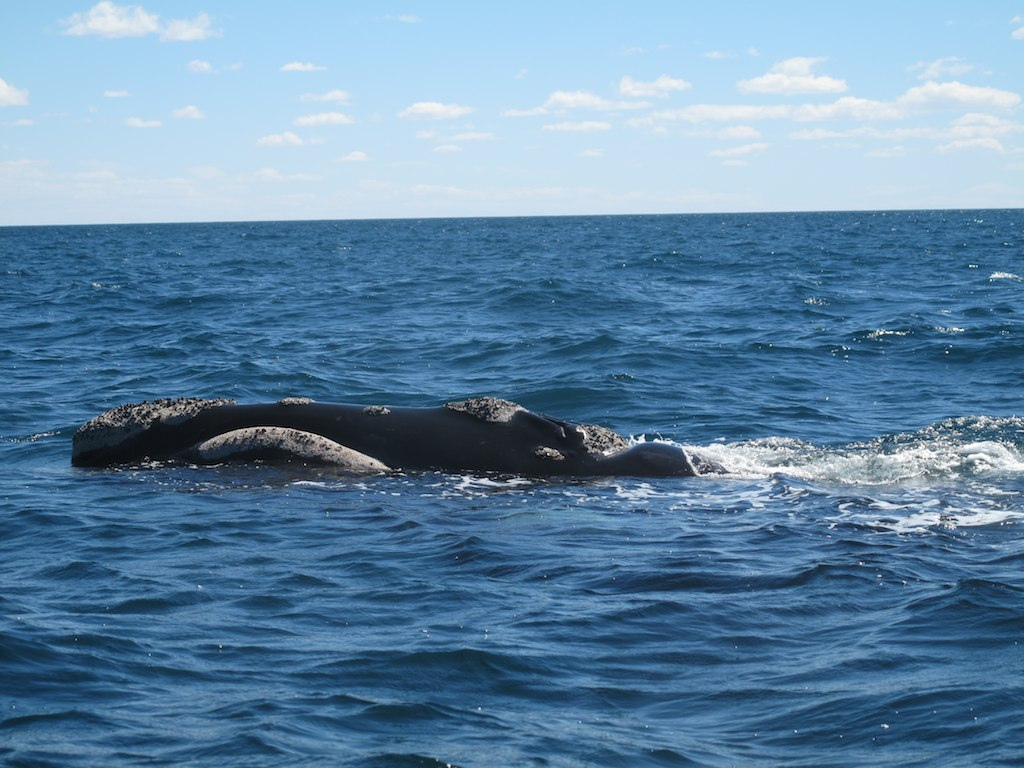
Península Valdés

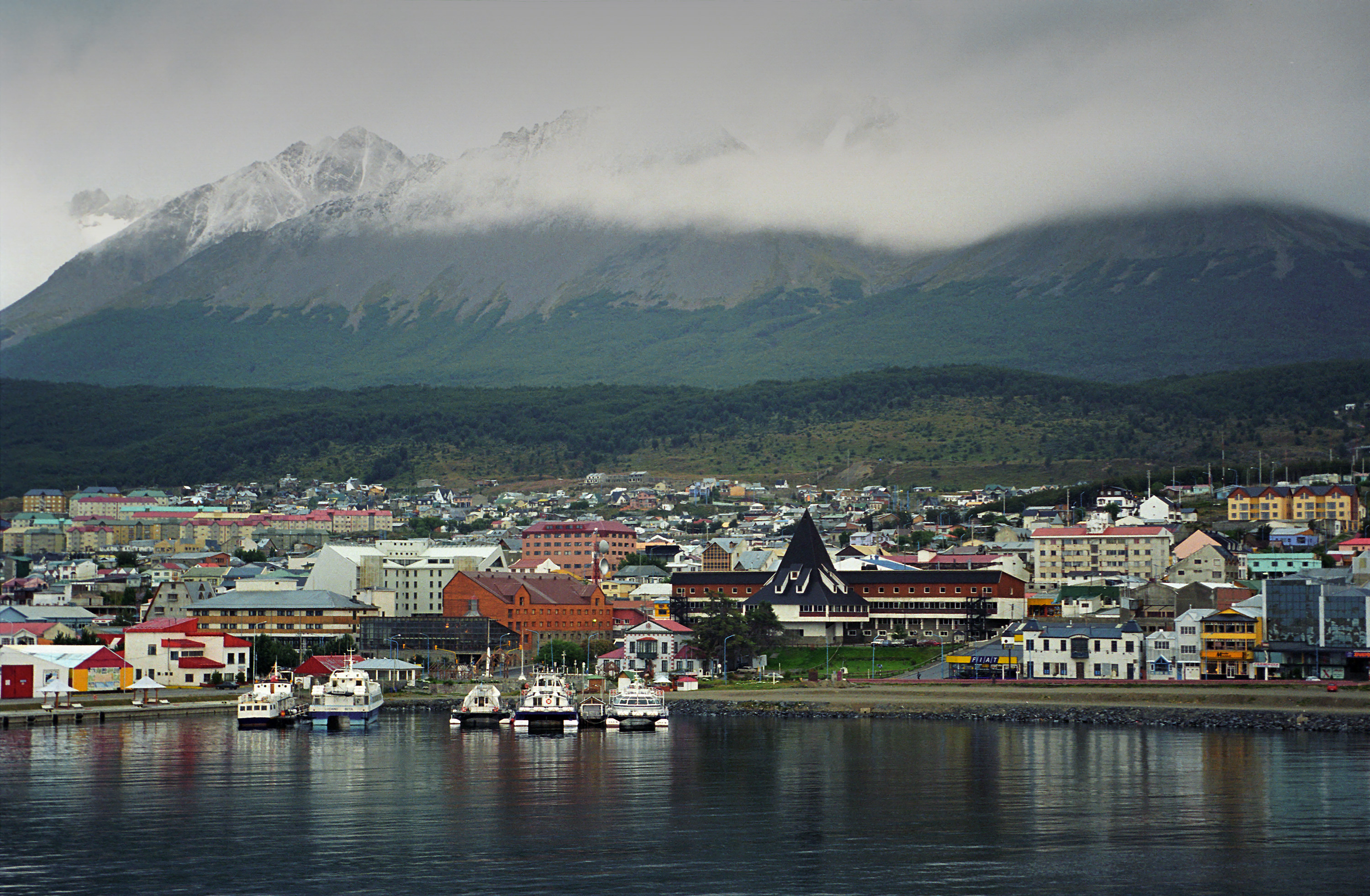
Ushuaia

Les principals ciutats de la Patagònia són: 
| Del costat argentí: - Aluminé - San Carlos de Bariloche o,simplement: Bariloche - San Martín de los Andes - Carmen de Patagones - Choele Choel - Chos Malal - Cipolletti - Comodoro Rivadavia o simplement: Comodoro - Cutral-Có - Dolavon - El Chaltén - Esquel - Gaiman - Junín de los Andes - Puerto Madryn - Plaza Huincul - Rawson - El Bolsón - El Calafate o simplement Calafate. Rep el nom de "Calafate" d'una planta, que creix de forma salvatge i de la qual fan licors. És el punt d'inici a l'aventura dels glaciars. És una petita ciutat en creixement, de vocació turística. - Viedma - Gobernador Gregores - General Roca - Las Grutas - Los Antiguos - Neuquén - Perito Moreno - Puerto Deseado - Río Gallegos - Río Grande - Río Turbio - Caleta Olivia - Rada Tilly - Sierra Grande - San Antonio Oeste - San Julián - Santa Cruz - Sarmiento - Tolhuin - Trelew - Trevelin - Villa La Angostura - Villa Regina - Ushuaia - Zapala | Del costat xilé: - Punta Arenas - Coyhaique - Puerto Aysén - Puerto Natales - Puerto Williams - Porvenir - Chile Chico - Chaitén |